# Liste der Kulturdenkmale in Schöpstal
In der Liste der Kulturdenkmale in Schöpstal sind die Kulturdenkmale der sächsischen Gemeinde Schöpstal verzeichnet, die bis Februar 2019 vom Landesamt für Denkmalpflege Sachsen erfasst wurden (ohne archäologische Kulturdenkmale). Die Anmerkungen sind zu beachten.
Diese Aufzählung ist eine Teilmenge der Liste der Kulturdenkmale im Landkreis Görlitz.

## Ebersbach
| Bild                                    | Bezeichnung | Lage                                | Datierung | Beschreibung | ID       |
| --------------------------------------- | --- | ----------------------------------- | --- | --- | -------- |
| Direkt Bild zu diesem Denkmal hochladen | Wohnstallhaus, zwei Seitengebäude und Torbogen eines Vierseithofes                                                                                  | Am Burgberg 2, 2a (Karte)           | 2. Hälfte 19. Jahrhundert, Kern bis 16. Jahrhundert; um 1900 (eine Seite); 2. Hälfte 19. Jahrhundert und um 1900 (Seitengebäude)                                                                                           | Baugeschichtlich von Bedeutung, strukturprägend | 09269911 |
| Direkt Bild zu diesem Denkmal hochladen | Wohnstallhaus und drei Seitengebäude sowie zwei Torbögen eines Großbauernhofes                                                                      | Am Feldrain 2, 3 (Karte)            | Bezeichnet mit 1855 (Scheune); bezeichnet mit 1867 (östliches Seitengebäude); bezeichnet mit 1882 (südliches Seitengebäude); bezeichnet mit 1909 (Wohnstallhaus)                                                           | In Struktur und Aussehen weitgehend erhalten, Wohnstallhaus mit vergleichsweise aufwendigem Dekor, entscheidend bildprägend, baugeschichtlich und ortsgeschichtlich von Bedeutung | 09269920 |
| Weitere Bilder                          | Wohnmühlenhaus und Nebengebäude eines Mühlenanwesens, mit Wasserbau (Rudolphmühle)                                                                  | Am Schloß 8, 8a (Karte)             | 18. Jahrhundert | Baugeschichtlich und ortsgeschichtlich von Bedeutung | 09269938 |
| Weitere Bilder                          | Gedenkstein für die Gefallenen des Ersten Weltkrieges                                                                                               | Am Schloß 8a (bei) (Karte)          | Bezeichnet mit 1919 | Ortsgeschichtlich von Bedeutung | 09269940 |
| Direkt Bild zu diesem Denkmal hochladen | Scheune | Am Schloß 8b (hinter) (Karte)       | 19. Jahrhundert | Fachwerk, Relikt ländlicher Holzbauweise, baugeschichtlich von Bedeutung | 09269939 |
|                                         | Wasserschloss Ebersbach (Sachgesamtheit) | Am Schloß 11 (Karte)                | 1392 bis 1508 | Sachgesamtheit Wasserschloss Ebersbach mit folgenden Einzeldenkmalen: Wasserschloss mit Böschung und Wassergraben (siehe Einzeldenkmal 09269943) sowie Schlosspark mit altem Baumbestand (Gartendenkmal); baugeschichtlich, ortsgeschichtlich und landschaftsgestaltend von Bedeutung                                                               | 09303102 |
|                                         | Wasserschloss mit Böschung und Wassergraben (Einzeldenkmale zu ID-Nr. 09303102)                                                                     | Am Schloß 11 (Karte)                | Erwähnt 1392; 1508 | Einzeldenkmale der Sachgesamtheit Wasserschloss Ebersbach; dreiflügelige spätmittelalterliche Schlossanlage mit prägnanten Renaissance-Anteilen, baugeschichtlich, ortsgeschichtlich und ortsbildprägend von Bedeutung | 09269943 |
| Weitere Bilder                          | Wohnhaus | Am Schloß 12, 13 (Karte)            | Wohl 17. Jahrhundert | Fachwerkhaus mit mächtiger Kubatur, großem Krüppelwalmdach und mehreren Hechtgaupen, besondere baugeschichtliche Relevanz sowie ortsgeschichtliche Bedeutung | 09269942 |
| Direkt Bild zu diesem Denkmal hochladen | Wohnhaus, zwei Seitengebäude, Scheune und Torhaus eines massiven Vierseithofes                                                                      | Bergring 5, 6 (Karte)               | Bezeichnet mit 1852, 1855 und 1862 | Baugeschichtlich und wirtschaftsgeschichtlich von Bedeutung, strukturprägend | 09269906 |
| Direkt Bild zu diesem Denkmal hochladen | Wohnstallhaus, vier Seitengebäude und Scheune eines großen Bauernhofes, mit gepflastertem Weg und Hofpflasterung                                    | Bergring 8 (Karte)                  | 2. Hälfte 19. Jahrhundert | Bauernhof mit Gutscharakter, baugeschichtlich und wirtschaftsgeschichtlich von Bedeutung, strukturprägend | 09269907 |
| Weitere Bilder                          | Feuerwehrgerätehaus mit Schlauchturm | Hauptstraße (Karte)                 | Bezeichnet mit 1930 | Ortsgeschichtlich von Bedeutung | 09269923 |
| Weitere Bilder                          | Schule mit Nebengebäude (Grundschule Schöpstal) | Hauptstraße 3 (Karte)               | 1910er Jahre | Schule im Reform-/Heimatstil, baugeschichtlich und ortsgeschichtlich von Bedeutung | 09269948 |
| Weitere Bilder                          | Gedenkstein | Hauptstraße 3 (vor) (Karte)         | Bezeichnet mit 1735 | Bezeichnet „CR Ano 1735“, ortsgeschichtlich von Bedeutung | 09303077 |
| Direkt Bild zu diesem Denkmal hochladen | Ehemalige Bäckerei | Hauptstraße 8 (Karte)               | Um 1840, Kern wahrscheinlich älter | Besonderheit: im Erdgeschoss und Obergeschoss Fachwerk, orts- und baugeschichtlich sowie städtebaulich von Bedeutung, entscheidend ortsbildprägend | 09269937 |
| Direkt Bild zu diesem Denkmal hochladen | Wohnstallhaus | Hauptstraße 9 (Karte)               | 1. Hälfte 18. Jahrhundert, womöglich noch älter | Obergeschoss Fachwerk, hochgradig in Konstruktion und Aussehen erhaltenes Beispiel regionaltypischer Holzbauweise der älteren Generation, baugeschichtlich von Bedeutung | 09269930 |
| Direkt Bild zu diesem Denkmal hochladen | Wohnstallhaus, zwei Seitengebäude und Scheune eines Vierseithofes (Schröterhof)                                                                     | Hauptstraße 27, 92b (Karte)         | Um 1850 | Bau- und ortsgeschichtlich von Bedeutung, strukturprägend | 09269921 |
| Weitere Bilder                          | Wohnmühlenhaus, Seitengebäude, Mühlengebäude, Wehr und Wasserbau sowie zwei Walzenstühle eines Mühlenanwesens (Niedermühle)                         | Hauptstraße 31 (Karte)              | 1860 laut Auskunft (Mühle); 1900 (Seitengebäude); 1936 (Walzenstuhl); 1952 (Silo) | Mühle wird noch betrieben, technik-, bau- und ortsgeschichtlich von Bedeutung, Seltenheitswert | 09269917 |
| Direkt Bild zu diesem Denkmal hochladen | Wohnstallhaus | Hauptstraße 32 (Karte)              | Vor 1750 | Obergeschoss Fachwerk, vermutlich ehemals Langständerbau, älteste Generation noch erhaltener regionaltypischer Holzbauweise, baugeschichtlich von Bedeutung | 09269905 |
| Direkt Bild zu diesem Denkmal hochladen | Wohnstallhaus | Hauptstraße 45 (Karte)              | 18. Jahrhundert, womöglich noch älter | Obergeschoss Fachwerk, authentisch, baugeschichtlich und auenbildprägend von Bedeutung | 09269909 |
| Direkt Bild zu diesem Denkmal hochladen | Häuslerhaus | Hauptstraße 51 (Karte)              | Wahrscheinlich 1. Hälfte 19. Jahrhundert | Bild- und strukturprägend, baugeschichtlich von Bedeutung | 09269915 |
| Direkt Bild zu diesem Denkmal hochladen | Transformatorenturm | Hauptstraße 51 (gegenüber) (Karte)  | Um 1920 | Ortsgeschichtlich von Bedeutung | 09269916 |
|                                         | Wohnstallhaus | Hauptstraße 55 (Karte)              | 2. Hälfte 19. Jahrhundert, Kern eventuell älter | Obergeschoss Fachwerk, regionaltypische Holzbauweise, baugeschichtlich und ortsbildprägend von Bedeutung | 09269922 |
| Direkt Bild zu diesem Denkmal hochladen | Pfarrhaus und Pfarrscheune | Hauptstraße 57a (Karte)             | 1. Hälfte 18. Jahrhundert | Bau-, orts- und sozialgeschichtlich von Bedeutung | 09269928 |
| Weitere Bilder                          | Kirche und Kirchhof Ebersbach (Sachgesamtheit) | Hauptstraße 57b (Karte)             | 17.–19. Jahrhundert | Sachgesamtheit Dorfkirche und Kirchhof Ebersbach mit folgenden Einzeldenkmalen: Kirche, acht Grabmale, Grufthaus, Einfriedung und Kriegerdenkmal für die Gefallenen des Ersten Weltkrieges (siehe Einzeldenkmal 09269928 unter gleicher Anschrift) sowie der Kirchhof als Sachgesamtheitsteil; baugeschichtlich und ortsgeschichtlich von Bedeutung | 09303078 |
| Weitere Bilder                          | Kirche, acht Grabmale, Grufthaus und Einfriedung sowie Kriegerdenkmal für die Gefallenen des Ersten Weltkrieges (Einzeldenkmale zu ID-Nr. 09303078) | Hauptstraße 57b (Karte)             | 1. Hälfte 15. Jahrhundert (Kirche); 1586–1619 (Epitaphien der Familie von Salza); 1591 (Taufe); 1723 (Altar); um 1800 (Orgelprospekt)                                                                                      | Einzeldenkmale der Sachgesamtheit Dorfkirche und Kirchhof Ebersbach; baugeschichtlich und ortsgeschichtlich von Bedeutung | 09269929 |
| Direkt Bild zu diesem Denkmal hochladen | Häuslerhaus mit Seitengebäude und Stützmauer zur Straße                                                                                             | Hauptstraße 58 (Karte)              | 17. Jahrhundert | Baugeschichtlich, sozialgeschichtlich und straßenbildprägend von Bedeutung | 09269934 |
| Direkt Bild zu diesem Denkmal hochladen | Wohnstallhaus mit Blockstube und dahinter liegender Steindeckerbrücke                                                                               | Hauptstraße 62 (Karte)              | 1. Hälfte 19. Jahrhundert | Baugeschichtliche Bedeutung | 09269949 |
| Direkt Bild zu diesem Denkmal hochladen | Wegestein | Kirchberg (Karte)                   | 19. Jahrhundert | Verkehrsgeschichtlich von Bedeutung | 09269933 |
| Direkt Bild zu diesem Denkmal hochladen | Wohnstallhaus (Umgebinde), Wohnhaus, Seitengebäude und Scheune eines Vierseithofes                                                                  | Kirchberg 1, 2, 3 (Karte)           | 18. Jahrhundert (Wohnstallhaus); 1. Hälfte 19. Jahrhundert (Wohnhaus und Seitengebäude); 2. Hälfte 19. Jahrhundert (Scheune)                                                                                               | Baugeschichtlich und ortsbildprägend von Bedeutung | 09269931 |
| Direkt Bild zu diesem Denkmal hochladen | Brunnen mit Schriftplatte | Kirchberg 5 (Karte)                 | Bezeichnet mit 1792 (Inschrifttafel) | Technikgeschichtlich von Bedeutung | 09269927 |
| Weitere Bilder                          | Gasthof „Zum Schöpstal“ mit Tanzsaal | Königshainer Weg 12 (Karte)         | Um 1900 | Baugeschichtlich und ortsgeschichtlich von Bedeutung | 09269941 |
| Direkt Bild zu diesem Denkmal hochladen | Ländliches Wohnhaus | Königshainer Weg 16 (Karte)         | 18. Jahrhundert | Vermutlich Schloss-Kontext, baugeschichtlich von Bedeutung | 09269947 |
| Direkt Bild zu diesem Denkmal hochladen | Umspannwerk | Königshainer Weg 36 (neben) (Karte) | 1930 | Expressionistische Architekturelemente, baugeschichtlich und technikgeschichtlich von Bedeutung | 09269946 |
| Direkt Bild zu diesem Denkmal hochladen | Wohnhaus | Lehngasse 5 (Karte)                 | Um 1900 | Im Schweizerstil errichtet, Zeugnis städtischen Einflusses im ländlichen Raum, baugeschichtlich von Bedeutung | 09269944 |
| Weitere Bilder                          | Bahnhofsgebäude mit angebautem Schuppen, Bahnsteig, vier Beleuchtungsmasten und ein Fernsprechkasten                                                | Lehngasse 7 (Karte)                 | 1905 | Görlitzer Kreisbahn; baugeschichtlich und eisenbahngeschichtlich von Bedeutung | 09269945 |
|                                         | Ehemaliger Wegestein, Anzeiger für Hochwasserpegel                                                                                                  | Morgenseite (Karte)                 | Wahrscheinlich 18. Jahrhundert | Verkehrsgeschichtlich und ortsgeschichtlich von Bedeutung | 09269924 |
| Direkt Bild zu diesem Denkmal hochladen | Ehemaliges Wohnstallhaus, davor Trockenmauer | Morgenseite 1 (Karte)               | 19. Jahrhundert | In regionaltypischer Holzbauweise, im ursprünglichen Aussehen weitgehend wiederhergestellt, baugeschichtlich von Bedeutung | 09269925 |
| Direkt Bild zu diesem Denkmal hochladen | Wohnhaus, Scheune, östlicher Stallanbau, östliche Seitengebäudemauer sowie Remise und südliches Stallgebäude eines Vierseithofes                    | Morgenseite 9 (Karte)               | 1. Hälfte 19. Jahrhundert (Stall Süd); vermutlich 1. Hälfte 19. Jahrhundert (Remisengebäude); Ende 19. Jahrhundert (Scheune westlich und Scheunenwand östlich); um 1890 (Wohnhaus); um 1900 (Stall östlich des Wohnhauses) | Strukturprägend, baugeschichtlich und wirtschaftsgeschichtlich von Bedeutung | 09269926 |
| Direkt Bild zu diesem Denkmal hochladen | Wohnhaus und zwei Seitengebäude einer ehemaligen Schmiede                                                                                           | Morgenseite 23 (Karte)              | Um 1850 | Ortsgeschichtlich von Bedeutung, auenbildprägend | 09269914 |
| Direkt Bild zu diesem Denkmal hochladen | Wohnhaus und drei Seitengebäude eines Bauernhofes                                                                                                   | Morgenseite 27, 28 (Karte)          | 2. Hälfte 19. Jahrhundert (Seitengebäude); um 1900 (Wohnhaus und Seitengebäude) | Baugeschichtlich und wirtschaftsgeschichtlich von Bedeutung, strukturprägend | 09269912 |
| Direkt Bild zu diesem Denkmal hochladen | Häuslerhaus | Morgenseite 29 (Karte)              | Vermutlich 17. Jahrhundert, Dach jünger | Obergeschoss und teilweise Erdgeschoss Fachwerk, Langständerbau, weitgehend ursprünglich erhalten, Seltenheitswert, baugeschichtlich und sozialgeschichtlich von Bedeutung | 09269910 |
| Direkt Bild zu diesem Denkmal hochladen | Wohnstallhaus | Mühlweg 8 (Karte)                   | Um 1840 | Obergeschoss Fachwerk, einst wohl Häuslerei, hochgradig im ursprünglichen Aussehen erhalten, baugeschichtlich und sozialgeschichtlich von Bedeutung | 09269918 |
| Direkt Bild zu diesem Denkmal hochladen | Wohnstallhaus | Mühlweg 9 (Karte)                   | Nach 1850 | Einst wohl Häuslerei, baugeschichtlich und sozialgeschichtlich von Bedeutung | 09269919 |
| Direkt Bild zu diesem Denkmal hochladen | Ländliches Wohnhaus | Zum Pfarrgrund 11 (Karte)           | 2. Hälfte 19. Jahrhundert | Hochgradig ursprünglich erhalten, baugeschichtlich von Bedeutung | 09269932 |
| Direkt Bild zu diesem Denkmal hochladen | Wohnstallhaus und Seitengebäude eines Zweiseithofes                                                                                                 | Zum Pfarrgrund 14 (Karte)           | Nach 1800 (Wohnstallhaus); 1900 (Seitengebäude) | Wohnstallhaus mit Fachwerkobergeschoss, baugeschichtlich und wirtschaftsgeschichtlich von Bedeutung | 09269935 |

## Girbigsdorf
| Bild                                    | Bezeichnung | Lage                                    | Datierung | Beschreibung | ID       |
| --------------------------------------- | --- | --------------------------------------- | --- | --- | -------- |
| Direkt Bild zu diesem Denkmal hochladen | Scheune | Am Hang 33 (Karte)                      | Bezeichnet mit 1850 | Mächtiger massiver Bau mit Mansarddach, baugeschichtlich von Bedeutung | 09269974 |
| Weitere Bilder                          | Feuerwehr-Schlauchturm | Aueweg (Karte)                          | Bezeichnet mit 1924 | Ortsgeschichtlich von Bedeutung | 09269956 |
|                                         | Herrenhaus mit Park, Teich und Mauer (Schloss Nieder Girbigsdorf, Elzegut)                                                                                       | Aueweg 2 (Karte)                        | 1860 | Romantisierender Tudorstil, baugeschichtlich und ortsgeschichtlich von Bedeutung | 09269955 |
| Direkt Bild zu diesem Denkmal hochladen | Wohnstallhaus, zwei Seitengebäude und Scheune eines Vierseithofes                                                                                                | Aueweg 25 (Karte)                       | Nach 1850 | Bild- und strukturprägend, baugeschichtlich und wirtschaftsgeschichtlich von Bedeutung | 09269958 |
| Direkt Bild zu diesem Denkmal hochladen | Wohnhaus mit zentraler gewölbter Durchfahrt, dort alte Pflasterung und zwei Inschrifttafeln (Schustergut)                                                        | Birkenweg 2, 3 (Karte)                  | Bezeichnet mit 1732, abgebrannt 1816; 1818 Wiederaufbau nach Brand; bezeichnet mit 1732 (Inschrifttafel); bezeichnet mit 1816 (Inschrifttafel)                         | Bestandteil des ehemaligen Schustergutes, baugeschichtlich und ortsgeschichtlich von Bedeutung | 09269964 |
| Direkt Bild zu diesem Denkmal hochladen | Türgewände mit ornamentiertem Sturz | Ebersbacher Straße 37 (Karte)           | Bezeichnet mit 1755 | Künstlerisch-handwerklich von Bedeutung | 09299781 |
| Direkt Bild zu diesem Denkmal hochladen | Wohnstallhaus | Ebersbacher Straße 38 (Karte)           | 2. Hälfte 19. Jahrhundert | Weitgehend im ursprünglichen Aussehen erhalten, baugeschichtlich von Bedeutung | 09269960 |
| Weitere Bilder                          | Wohnhaus, Wohnstallhaus und Scheune eines ehemaligen Vierseithofes                                                                                               | Ebersbacher Straße 47, 48 (Karte)       | Bezeichnet mit 1801 oder 1803 (Wohnhaus); 2. Hälfte 19. Jahrhundert (Wohnstallhaus); bezeichnet mit 1930 (Scheune)                                                     | Wohnstallhaus hochgradig im ursprünglichen Aussehen erhalten, baugeschichtlich und wirtschaftsgeschichtlich von Bedeutung | 09269963 |
| Direkt Bild zu diesem Denkmal hochladen | Wohnstallhaus | Holtendorfer Straße 10 (Karte)          | 1. Hälfte 19. Jahrhundert, eventuell älter | Obergeschoss Fachwerk, hochgradig im ursprünglichen Sinne wiederhergestellt, baugeschichtlich von Bedeutung | 09269966 |
| Direkt Bild zu diesem Denkmal hochladen | Häuslerhaus | Holtendorfer Straße 17 (Karte)          | 1. Hälfte 19. Jahrhundert | Obergeschoss Fachwerk, zum Teil auch Erdgeschoss Fachwerk, baugeschichtlich von Bedeutung | 09299782 |
| Direkt Bild zu diesem Denkmal hochladen | Überfallwehr | Kleine Seite (Karte)                    | Um 1900 | Technikgeschichtlich von Bedeutung | 09269961 |
| Direkt Bild zu diesem Denkmal hochladen | Wohnstallhaus | Kleine Seite 15 (Karte)                 | Um 1800 | Obergeschoss Fachwerk, Konstruktion weitgehend intakt, baugeschichtlich von Bedeutung | 09269968 |
| Direkt Bild zu diesem Denkmal hochladen | Wohnhaus in offener Bebauung | Kleine Seite 19 (Karte)                 | Bezeichnet mit 1914 | Mit einigem Ornament und originalen Kreuzstockfenstern, baugeschichtlich von Bedeutung | 09269967 |
| Direkt Bild zu diesem Denkmal hochladen | Ländliches Wohnhaus | Kleine Seite 27 (Karte)                 | 1. Hälfte 19. Jahrhundert | Obergeschoss Fachwerk, baugeschichtlich von Bedeutung | 09269969 |
|                                         | Rittergut Ober-Girbigsdorf (Sachgesamtheit), Kästnergut | Kleine Seite 32, 33, 34, 35, 36 (Karte) | Ab 18. Jahrhundert, zum großen Teil vor 1900 | Sachgesamtheit Rittergut Ober-Girbigsdorf mit folgenden Einzeldenkmalen: ehemaliges Herrenhaus mit Wasserturm, die gesamten Gebäude des Wirtschaftshofes mit Hofpflasterung und der Teich im Gutspark (siehe Einzeldenkmal 09269971 unter gleicher Anschrift) sowie Gutspark (Gartendenkmal); baugeschichtlich, ortsgeschichtlich und ortsbildprägend von Bedeutung Baumaterial der zumeist in der zweiten Hälfte des 19. Jahrhunderts entstandenen großen Seitengebäude mit Satteldächern (Ställe, Scheunen, Remise) ist Feldstein, Drempelgeschosse sind optisch zum Teil. mit dem sogenannten Deutschen Band markiert, gestalterische Besonderheit ist der mehrfach zu findende Treppengiebel. Öffnungen sind überwiegend mit Natursteingewänden versehen. Relikt einer früheren Bebauung ist das südöstlich das Gut begrenzende Gebäude mit steilem Satteldach, das mindestens ins 18. Jahrhundert zu datieren ist und ursprünglich ein Fachwerk-Obergeschoss gehabt haben dürfte. Ein wohl erst nach 1900 entstandener Turm zeigt durch seine Dachform Einflüsse der zeitgenössischen städtischen Villenarchitektur. Das ehemalige Herrenhaus ist wahrscheinlich in den 1950er Jahren in seiner Fassade stark verändert worden. Besondere Bedeutung hat das Gut, das größte im Ort, durch seine Lage, seine Vierseitigkeit und durch seine prägende Beziehung zur Ortsstruktur. | 09303079 |
|                                         | Ehemaliges Herrenhaus mit Wasserturm, die gesamten Gebäude des Wirtschaftshofes mit Hofpflasterung und der Teich im Gutspark (Einzeldenkmale zu ID-Nr. 09303079) | Kleine Seite 32, 33, 34, 35, 36 (Karte) | Ab 18. Jahrhundert, zum großen Teil vor 1900 | Einzeldenkmale der Sachgesamtheit Rittergut Ober-Girbigsdorf; baugeschichtlich, ortsgeschichtlich und ortsbildprägend von Bedeutung | 09269970 |
| Direkt Bild zu diesem Denkmal hochladen | Wohnstallhaus eines Vierseithofes, mit Granit-Pferdetränke | Kleine Seite 37 (Karte)                 | Bezeichnet mit 1738 (Tränke); 2. Hälfte 19. Jahrhundert (Wohnstallhaus)                                                                                                | Baugeschichtlich und ortsbildprägend von Bedeutung | 09269971 |
| Direkt Bild zu diesem Denkmal hochladen | Wohnstallhaus und Scheune (Nr. 39) eines Vierseithofes mit Hofpflasterung (auch im Bereich von Nr. 38) und Allee                                                 | Kleine Seite 38, 39 (Karte)             | Kern 18. Jahrhundert (Wohnstallhaus); 1855 (Scheune) | Wohnstallhaus hochgradig ursprünglich erhalten, baugeschichtlich und wirtschaftsgeschichtlich von Bedeutung | 09269972 |
| Direkt Bild zu diesem Denkmal hochladen | Wohnstallhaus und Scheune eines ehemaligen Dreiseithofes | Kleine Seite 41 (Karte)                 | Um 1850 | Baugeschichtlich und wirtschaftsgeschichtlich von Bedeutung | 09269962 |
| Weitere Bilder                          | Erdkeller | Kleine Seite 52 (vor) (Karte)           | Um 1930 | Wirtschaftsgeschichtlich von Bedeutung | 09269954 |
| Direkt Bild zu diesem Denkmal hochladen | Wohnstallhaus, gegenüber Fachwerk-Seitengebäude sowie drei massive Seitengebäude eines Vierseithofes, bildprägende Stützmauer zur Aue                            | Kleine Seite 60, 61 (Karte)             | 18. Jahrhundert oder älter (ein Seitengebäude); bezeichnet mit 1790 (großes Wohnstallhaus); Mitte 19. Jahrhundert (Scheune, Seitengebäude mit Wohnteil, Seitengebäude) | Das Seitengebäude (westlicher Teil der Südseite) mit regional seltener Holzkonstruktion, baugeschichtlich und wirtschaftsgeschichtlich sowie strukturprägend bedeutender Hof | 09269950 |
| Direkt Bild zu diesem Denkmal hochladen | Bruchstein-Bogenbrücke | Kleine Seite 60 (vor) (Karte)           | 19. Jahrhundert | Ortsgeschichtlich von Bedeutung | 09269952 |

## Kunnersdorf
| Bild                                    | Bezeichnung | Lage                                   | Datierung | Beschreibung | ID       |
| --------------------------------------- | --- | -------------------------------------- | --- | --- | -------- |
| Direkt Bild zu diesem Denkmal hochladen | Auszugshaus | Am Geiersberg 1 (Karte)                | Vor 1800, womöglich sogar 17. Jahrhundert                                                                                              | Obergeschoss Fachwerk, hochgradig in Konstruktion und Aussehen erhalten, baugeschichtlich von Bedeutung | 09269857 |
| Direkt Bild zu diesem Denkmal hochladen | Kalkofen | Am Kalkwerk (Karte)                    | 19. Jahrhundert | Technikgeschichtlich von Bedeutung | 09269895 |
| Direkt Bild zu diesem Denkmal hochladen | Kalkofen und Kohlespeicher                                                                                         | Am Kalkwerk (Karte)                    | Vermutlich 19. Jahrhundert | Technikgeschichtlich von Bedeutung | 09269894 |
| Direkt Bild zu diesem Denkmal hochladen | Kalkofen | Am Kalkwerk 2 (Karte)                  | 19. Jahrhundert | Technikgeschichtlich von Bedeutung | 09269893 |
| Direkt Bild zu diesem Denkmal hochladen | Wohnstallhaus | Am Viebig 13 (Karte)                   | 1. Hälfte 19. Jahrhundert | Obergeschoss Fachwerk, regionaltypische Holzbauweise, baugeschichtlich von Bedeutung | 09269872 |
| Direkt Bild zu diesem Denkmal hochladen | Wohnstallhaus | Bergstraße 5 (Karte)                   | 2. Hälfte 18. Jahrhundert | Obergeschoss Fachwerk, weitgehend in Konstruktion und Aussehen erhalten, regionaltypische Holzbauweise, baugeschichtlich von Bedeutung | 09269861 |
| Direkt Bild zu diesem Denkmal hochladen | Wohnstallhaus | Bergstraße 7 (Karte)                   | 1. Hälfte 18. Jahrhundert | Obergeschoss Fachwerk, weitgehend in Konstruktion und Aussehen erhalten, ältere Generation regionaltypischer Holzbauweise, baugeschichtlich von Bedeutung | 09269860 |
| Direkt Bild zu diesem Denkmal hochladen | Wohnstallhaus und drei Seitengebäude eines Vierseithofes                                                           | Bergstraße 8 (Karte)                   | Ende 19. Jahrhundert | Aussehen und Struktur erhalten, Backstein-/Feldsteinbauten, baugeschichtlich und wirtschaftsgeschichtlich von Bedeutung | 09269862 |
| Direkt Bild zu diesem Denkmal hochladen | Wohnstallhaus | Bergstraße 9 (Karte)                   | 18. Jahrhundert | Obergeschoss Fachwerk, regionaltypische Konstruktion, baugeschichtlich von Bedeutung | 09269859 |
| Direkt Bild zu diesem Denkmal hochladen | Eisenbahnerwohnhaus mit Nebengebäude                                                                               | Charlottenhof 1 (Karte)                | Nach 1905 | Baugeschichtlich und eisenbahngeschichtlich von Bedeutung | 09269896 |
| Direkt Bild zu diesem Denkmal hochladen | Empfangsgebäude, Schuppen und zwei Stellwerke des Bahnhofs Charlottenhof                                           | Charlottenhof 5 (Karte)                | 1867 (Empfangsgebäude); um 1930 (Stellwerk)                                                                                            | Baugeschichtlich, eisenbahngeschichtlich und technikgeschichtlich von Bedeutung | 09269898 |
| Direkt Bild zu diesem Denkmal hochladen | Wohnstallhaus mit massivem Wirtschaftsanbau                                                                        | Feldhäuser (Karte)                     | Um 1770 | Wohnstallhaus mit Fachwerkobergeschoss, letztes ursprünglich erhaltenes Gebäude in der Ortslage, baugeschichtlich und ortsgeschichtlich von Bedeutung | 09269892 |
| Weitere Bilder                          | Rittergut Kunnersdorf (Sachgesamtheit)                                                                             | Gartenweg 7 (Karte)                    | 18./19. Jahrhundert | Sachgesamtheit Rittergut Kunnersdorf mit folgenden Einzeldenkmalen: Herrenhaus (Neues Schloss), zwei Wirtschaftsgebäude und drei Scheunen (siehe Einzeldenkmal 09269886 unter gleicher Anschrift), Gärtnerhaus, vermutlich Altes Schloss (siehe Einzeldenkmal Gartenweg 7, 09269887), sowie der Gutspark (Gartendenkmal); baugeschichtlich, landschaftsgestaltend und ortsgeschichtlich von Bedeutung | 09303083 |
| Weitere Bilder                          | Gartenhaus, vermutlich Altes Schloss (Einzeldenkmal zu ID-Nr. 09303083)                                            | Gartenweg 7 (Karte)                    | 18. Jahrhundert | Einzeldenkmal der Sachgesamtheit Rittergut Kunnersdorf; baugeschichtlich und ortsgeschichtlich von Bedeutung | 09269887 |
| Direkt Bild zu diesem Denkmal hochladen | Scheune | Kirchplatz (Ecke Lindenweg) (Karte)    | Nach 1800 | Kleine Feldsteinscheune, baugeschichtlich und ortsbildprägend von Bedeutung | 09269867 |
|                                         | Kriegerdenkmal für die Gefallenen des Ersten Weltkrieges                                                           | Kirchplatz (Karte)                     | 1920er Jahre | Ortsgeschichtlich von Bedeutung | 09269853 |
| Weitere Bilder                          | Kirche mit Kirchhof und Einfriedung                                                                                | Kirchplatz (Karte)                     | 1788–1791 | Baugeschichtlich und ortsgeschichtlich von Bedeutung | 09269852 |
| Direkt Bild zu diesem Denkmal hochladen | Pfarrhaus | Kirchplatz 1 (Karte)                   | Um 1840 | Weitgehend im ursprünglichen Aussehen erhalten, baugeschichtlich, ortsgeschichtlich und ortsbildprägend von Bedeutung | 09269865 |
|                                         | Gasthof mit Gasthaus und drei Seitengebäuden (Gerichtskretscham)                                                   | Kirchplatz 4 (Karte)                   | Vermutlich vor 1850, Seitengebäude zum Teil jünger                                                                                     | Baugeschichtlich, ortsgeschichtlich und ortsbildprägend von Bedeutung | 09269854 |
| Direkt Bild zu diesem Denkmal hochladen | Ehemalige Schule                                                                                                   | Kirchplatz 5 (Karte)                   | 1. Hälfte 19. Jahrhundert | In Kubatur und Wand-Öffnung-Verhältnis weitgehend erhalten, ortsgeschichtlich und platzbildprägend von Bedeutung | 09269866 |
| Direkt Bild zu diesem Denkmal hochladen | Wohnhaus | Kirchplatz 6 (Karte)                   | Um 1905 | Mit Heimatstil-Einflüssen, vergleichsweise aufwendiges Ornament erhalten, baugeschichtlich von Bedeutung | 09269869 |
| Weitere Bilder                          | Wohnstallhaus | Kirchplatz 8 (Karte)                   | Ende 18. Jahrhundert | Obergeschoss Fachwerk, ältere Generation regionaltypischer Holzbauweise, baugeschichtlich von Bedeutung | 09269976 |
| Weitere Bilder                          | Ländliches Wohnhaus                                                                                                | Kirchplatz 11 (Karte)                  | Um 1840 | Obergeschoss Fachwerk, weitgehend in Konstruktion und Aussehen erhalten, baugeschichtlich und platzbildprägend von Bedeutung | 09269868 |
|                                         | Herrenhaus, ein Wirtschaftsgebäude, Parkanlage sowie Einfriedungsmauer einer ehemaligen Rittergutsanlage Liebstein | Liebstein 8 (Karte)                    | Bezeichnet mit 1919, Kern älter | Baugeschichtlich, landschaftsgestaltend und ortsgeschichtlich von Bedeutung | 09269904 |
| Direkt Bild zu diesem Denkmal hochladen | Wohnstallhaus | Liebstein 10 (Karte)                   | 1. Hälfte 19. Jahrhundert | Obergeschoss Fachwerk, regionaltypische Holzbauweise, ursprünglich erhalten, baugeschichtlich von Bedeutung | 09269903 |
| Direkt Bild zu diesem Denkmal hochladen | Wohnstallhaus (Umgebinde), Scheune und Ausgedinge eines Dreiseithofes                                              | Liebstein 22, 23 (Karte)               | 18. Jahrhundert (Wohnstallhaus); 2. Hälfte 19. Jahrhundert (Scheune); 1923 (Auszugshaus)                                               | Seltenheitswert, baugeschichtlich und sozialgeschichtlich von Bedeutung | 09269902 |
| Weitere Bilder                          | Gasthaus mit Scheune                                                                                               | Liebstein 26 (Karte)                   | Ende 19. Jahrhundert | Baugeschichtlich und ortsgeschichtlich von Bedeutung | 09269901 |
| Weitere Bilder                          | Inspektorenhaus des ehemaligen Rittergutes Liebstein                                                               | Liebstein 34 (Karte)                   | Um 1850 | Hochgradig im ursprünglichen Zustand erhalten bzw. wiederhergestellt, baugeschichtlich und ortsgeschichtlich von Bedeutung | 09269900 |
| Weitere Bilder                          | Herrenhaus (Neues Schloss), zwei Wirtschaftsgebäude und drei Scheunen (Einzeldenkmale zu ID-Nr. 09303083)          | Liebsteiner Straße 6, 7, 8, 19 (Karte) | Um 1716 | Einzeldenkmale der Sachgesamtheit Rittergut Kunnersdorf; baugeschichtlich und ortsgeschichtlich von Bedeutung | 09269886 |
| Direkt Bild zu diesem Denkmal hochladen | Wohnstallhaus | Neugasse 2 (Karte)                     | Wahrscheinlich nach 1800 | Obergeschoss Fachwerk, womöglich ehemals mit Blockstube, regionaltypische Holzbauweise, baugeschichtlich und sozialgeschichtlich von Bedeutung | 09269884 |
| Direkt Bild zu diesem Denkmal hochladen | Ländliches Wohnhaus                                                                                                | Neugasse 13 (Karte)                    | Um 1840 | Obergeschoss Fachwerk, hochgradig im ursprünglichen Aussehen erhalten, baugeschichtlich von Bedeutung | 09269883 |
| Direkt Bild zu diesem Denkmal hochladen | Wohnhaus, Stallscheune mit Oberlaube und zwei Seitengebäude sowie Schuppen eines Vierseithofes                     | Niederdorf 2, 3, 3a (Karte)            | Womöglich 17. Jahrhundert (Wohnhaus); 2. Hälfte 19. Jahrhundert (Scheune und Seitengebäude)                                            | Wohnhaus und Stallscheune mit Fachwerkobergeschossen, baugeschichtlich und ortsgeschichtlich von Bedeutung | 09269864 |
| Direkt Bild zu diesem Denkmal hochladen | Wohnstallhaus und Scheune eines ehemaligen Vierseithofes                                                           | Niederdorf 4, 5 (Karte)                | 18. Jahrhundert (Wohnstallhaus); 2. Hälfte 19. Jahrhundert (Scheune)                                                                   | Wohnstallhaus mit Fachwerkobergeschoss, weitgehend in ursprünglicher Konstruktion und Aussehen erhalten, baugeschichtlich und wirtschaftsgeschichtlich von Bedeutung | 09269863 |
| Direkt Bild zu diesem Denkmal hochladen | Wohnstallhaus | Niederdorf 28 (Karte)                  | Um 1850 | Obergeschoss Fachwerk, weitgehend intaktes Wand-Öffnung-Verhältnis, landschaftstypisch, baugeschichtlich und sozialgeschichtlich von Bedeutung | 09269856 |
| Direkt Bild zu diesem Denkmal hochladen | Wohnstallhaus und drei massive Seitengebäude eines Vierseithofes                                                   | Oberdorf 4 (Karte)                     | Um 1800 (Wohnstallhaus); bezeichnet mit 1869 (Seitengebäude); bezeichnet mit 1904 (Seitengebäude); bezeichnet mit 1910 (Seitengebäude) | Wohnstallhaus mit Fachwerkobergeschoss, strukturprägend, baugeschichtlich und wirtschaftsgeschichtlich von Bedeutung | 09269880 |
| Direkt Bild zu diesem Denkmal hochladen | Wohnstallhaus und Ausgedinge eines Vierseithofes                                                                   | Oberdorf 7 (Karte)                     | Bezeichnet mit 1817, Kern älter | Wohnstallhaus mit Fachwerkobergeschoss, baugeschichtlich und sozialgeschichtlich von Bedeutung | 09269879 |
| Direkt Bild zu diesem Denkmal hochladen | Wohnstallhaus und Bruchsteinmauer zur Straße                                                                       | Oberdorf 15 (Karte)                    | Um 1800, womöglich älter | Fachwerk, baugeschichtlich und straßenbildprägend von Bedeutung | 09269876 |
| Direkt Bild zu diesem Denkmal hochladen | Wohnstallhaus | Oberdorf 16 (Karte)                    | Wahrscheinlich nach 1800 | Obergeschoss Fachwerk, im ursprünglichen Aussehen wiederhergestellt, baugeschichtlich von Bedeutung | 09269877 |
| Direkt Bild zu diesem Denkmal hochladen | Wohnstallhaus | Oberdorf 20 (Karte)                    | Vor 1750 | Obergeschoss Fachwerk, ältere Generation noch existierender regionaltypischer Holzbauweise, baugeschichtlich von Bedeutung; als Oberdorf 21 in der offiziellen Denkmalliste | 09269874 |
| Weitere Bilder                          | Keller | Oberdorf 31 (vor) (Karte)              | 19. Jahrhundert | Wirtschaftsgeschichtlich von Bedeutung | 09269873 |
| Weitere Bilder                          | Wohnstallhaus | Oberdorf 42 (Karte)                    | Um 1800 | Obergeschoss Fachwerk, trotz Veränderungen ursprüngliche Holzkonstruktion ablesbar, baugeschichtlich von Bedeutung | 09269870 |
| Weitere Bilder                          | Schmiede | Oberdorf 44 (Karte)                    | Um 1850 | Zentrale Lage, ortsgeschichtlich von Bedeutung | 09269871 |
| Direkt Bild zu diesem Denkmal hochladen | Wohnstallhaus | Oberdorf 52 (Karte)                    | 1800 Dendro | Obergeschoss Fachwerk, baugeschichtlich von Bedeutung | 09269875 |
| Direkt Bild zu diesem Denkmal hochladen | Häuslerhaus | Oberdorf 54 (Karte)                    | Vor 1800 | Obergeschoss Fachwerk, höchstwahrscheinlich ehemals Blockstube im Erdgeschoss, mit zahlreichen erhaltenen Details, baugeschichtlich und sozialgeschichtlich von Bedeutung | 09269878 |
| Direkt Bild zu diesem Denkmal hochladen | Scheune | Oberdorf 54 (bei) (Karte)              | Um 1850 | Massiv, mit Stallteil, baugeschichtlich und wirtschaftsgeschichtlich von Bedeutung | 08992543 |
| Direkt Bild zu diesem Denkmal hochladen | Wohnstallhaus | Siebenhufen 6 (Karte)                  | Wahrscheinlich vor 1800 | Obergeschoss Fachwerk, regionaltypische Holzbauweise, baugeschichtlich von Bedeutung | 09269891 |
| Direkt Bild zu diesem Denkmal hochladen | Häuslerhaus | Siebenhufen 10 (Karte)                 | Vor 1730 | Obergeschoss Fachwerk, womöglich ehemals Langständerbau, älteste Generation noch existierender regionaltypischer Holzbauweise, baugeschichtlich und sozialgeschichtlich von Bedeutung | 09269890 |
| Direkt Bild zu diesem Denkmal hochladen | Wohnhaus, drei Seitengebäude, Scheune und Hofpflaster eines Vierseithofes                                          | Siebenhufen 11, 12 (Karte)             | Bezeichnet mit 1865 (Vierseithof); um 1910 (Wohnhaus)                                                                                  | Singulär im Erhaltungszustand, strukturprägend, baugeschichtlich und wirtschaftsgeschichtlich von Bedeutung | 09269889 |
| Weitere Bilder                          | Wohnstallhaus und vier Seitengebäude eines Vierseithofes                                                           | Siebenhufen 25 (Karte)                 | Um 1850 | Alle Gebäude in Feldsteinmauerwerk errichtet, strukturprägend, baugeschichtlich und wirtschaftsgeschichtlich von Bedeutung | 09269888 |
| Direkt Bild zu diesem Denkmal hochladen | Scheune | Siebenhufen 32 (Karte)                 | Tafel Westseite bezeichnet mit 1766 | Feldstein, baugeschichtlich und ortsgeschichtlich von Bedeutung | 09269881 |
| Direkt Bild zu diesem Denkmal hochladen | Trockenmauer | Siebenhufen 33 (bei) (Karte)           | Mitte 19. Jahrhundert | Straßenbildprägend von Bedeutung | 09269882 |

## Ehemalige Denkmäler

### Ehemaliges Denkmal (Ebersbach)
| Bild                                    | Bezeichnung                        | Lage                     | Datierung                 | Beschreibung | ID       |
| --------------------------------------- | ---------------------------------- | ------------------------ | ------------------------- | --- | -------- |
| Direkt Bild zu diesem Denkmal hochladen | Scheune des ehemaligen Mühlengutes | Zum Pfarrgrund 2 (Karte) | 1. Hälfte 19. Jahrhundert | Bau- und wirtschaftsgeschichtlich von Bedeutung, Dokumentation erforderlich. Zwischen 2019 und 2024 abgerissen. | 09269936 |

### Ehemaliges Denkmal (Girbigsdorf)
| Bild                                    | Bezeichnung   | Lage                          | Datierung                       | Beschreibung | ID       |
| --------------------------------------- | ------------- | ----------------------------- | ------------------------------- | --- | -------- |
| Direkt Bild zu diesem Denkmal hochladen | Wohnstallhaus | Ebersbacher Straße 28 (Karte) | Kern vermutlich 18. Jahrhundert | Obergeschoss Fachwerk, regionaltypische Holzbauweise, weitgehend ursprünglich in der Konstruktion erhalten, baugeschichtlich von Bedeutung. Zwischen 2011 und 2017 abgerissen und durch Neubau ersetzt. | 09269959 |

### Ehemalige Denkmäler (Kunnersdorf)
| Bild                                    | Bezeichnung                                           | Lage                                    | Datierung               | Beschreibung | ID       |
| --------------------------------------- | ----------------------------------------------------- | --------------------------------------- | ----------------------- | --- | -------- |
| Direkt Bild zu diesem Denkmal hochladen | Transformatorenhaus                                   | Charlottenhof (am Bahnübergang) (Karte) | Um 1920                 | Technikgeschichtlich von Bedeutung. Zwischen 2019 und 2024 aus der Denkmalliste gestrichen. | 09269899 |
| Direkt Bild zu diesem Denkmal hochladen | Wohnstallhaus mit später integriertem Wirtschaftsteil | Niederdorf 29 (Karte)                   | Wahrscheinlich vor 1800 | Obergeschoss Fachwerk, Wirtschaftsteil in Ziegelstein, ältere Generation regionaltypischer Holzbauweise, baugeschichtlich von Bedeutung. Zwischen 2019 und 2024 aus der Denkmalliste gestrichen. | 09269855 |

## Tabellenlegende
- Bild: Bild des Kulturdenkmals, ggf. zusätzlich mit einem Link zu weiteren Fotos des Kulturdenkmals im Medienarchiv Wikimedia Commons. Wenn man auf das Kamerasymbol klickt, können Fotos zu Kulturdenkmalen aus dieser Liste hochgeladen werden:
- Bezeichnung: Denkmalgeschützte Objekte und ggf. Bauwerksname des Kulturdenkmals
- Lage: Straßenname und Hausnummer oder Flurstücknummer des Kulturdenkmals. Die Grundsortierung der Liste erfolgt nach dieser Adresse. Der Link (Karte) führt zu verschiedenen Kartendiensten mit der Position des Kulturdenkmals. Fehlt dieser Link, wurden die Koordinaten noch nicht eingetragen. Sind diese bekannt, können sie über ein Tool mit einer Kartenansicht einfach nachgetragen werden. In dieser Kartenansicht sind Kulturdenkmale ohne Koordinaten mit einem roten bzw. orangen Marker dargestellt und können durch Verschieben auf die richtige Position in der Karte mit Koordinaten versehen werden. Kulturdenkmale ohne Bild sind an einem blauen bzw. roten Marker erkennbar.
- Datierung: Baubeginn, Fertigstellung, Datum der Erstnennung oder grobe zeitliche Einordnung entsprechend des Eintrags in der sächsischen Denkmaldatenbank
- Beschreibung: Kurzcharakteristik des Kulturdenkmals entsprechend des Eintrags in der sächsischen Denkmaldatenbank, ggf. ergänzt durch die dort nur selten veröffentlichten Erfassungstexte oder zusätzliche Informationen
- ID: Vom Landesamt für Denkmalpflege Sachsen vergebene, das Kulturdenkmal eindeutig identifizierende Objekt-Nummer. Der Link führt zum PDF-Denkmaldokument des Landesamtes für Denkmalpflege Sachsen. Bei ehemaligen Kulturdenkmalen können die Objektnummern unbekannt sein und deshalb fehlen bzw. die Links von aus der Datenbank entfernten Objektnummern ins Leere führen. Ein ggf. vorhandenes Icon  führt zu den Angaben des Kulturdenkmals bei Wikidata.